# Glaciar Bertrab
El Glaciar Bertrab es un pequeño glaciar que se encuentra en la cabecera de Puerto Oro, en el extremo este de la Isla Georgia del Sur, que es administrada por el Reino Unido y reclamada por Argentina.
Localizado en altas elevaciones, con un espesor suficiente como para alejarse del área de origen de los lóbulos, lenguas o masas. Su ubicación fue trazada con este nombre por la Segunda Expedición Antártica Alemana en 1911 o 1912, dirigida por Wilhelm Filchner, que nombró así al glaciar en alusión al General von Bertrab, quien era jefe del estudio de las tierras.